# گایوس
گایوس افلاطونی (به انگلیسی: Gaius the Platonist) فیلسوف افلاطونی میانه بود که در اوایل تا اواسط قرن دوم پس از میلاد فعالیت می‌کرد. اطلاعات بسیار کمی در مورد او یا نظرات فلسفی او وجود دارد، هیچ‌یک از آثار گایوس باقی نمانده است، و هیچ مدرک مستقیمی مبنی بر این‌که او تا به حال چیزی نوشته است، موجود نیست. با این حال، خلاصه آموزه‌های او توسط شاگردانش بر تحولات بعدی نوافلاطونی تأثیر گذاشت. او معلم آلبینوس بود، که او نیز معلم جالینوس بود، و معروف است که خلاصه ۹ جلدی گمشده‌ای از سخنرانی‌های گایوس در مورد افلاطون را منتشر کرده است، و توسط فیلسوف نوافلاطونی پریسکیانوس لیدیایی استفاده شده بود. پورفیری اشاره می‌کند که آثار گایوس در مکتب فلوطین خوانده شده است. همچنین حدس زده شده است که کتاب «دربارهٔ افلاطون و دکترین او» نوشته آپولیوس ممکن است از سخنرانی‌های گایوس گرفته شده باشد، اما این ادعا کمی مشکوک به‌نظر می‌رسد. تفسیر افلاطونی میانه بر ته‌تتوس نیز ممکن است از مکتب او باشد.